# Henry J. Hatch

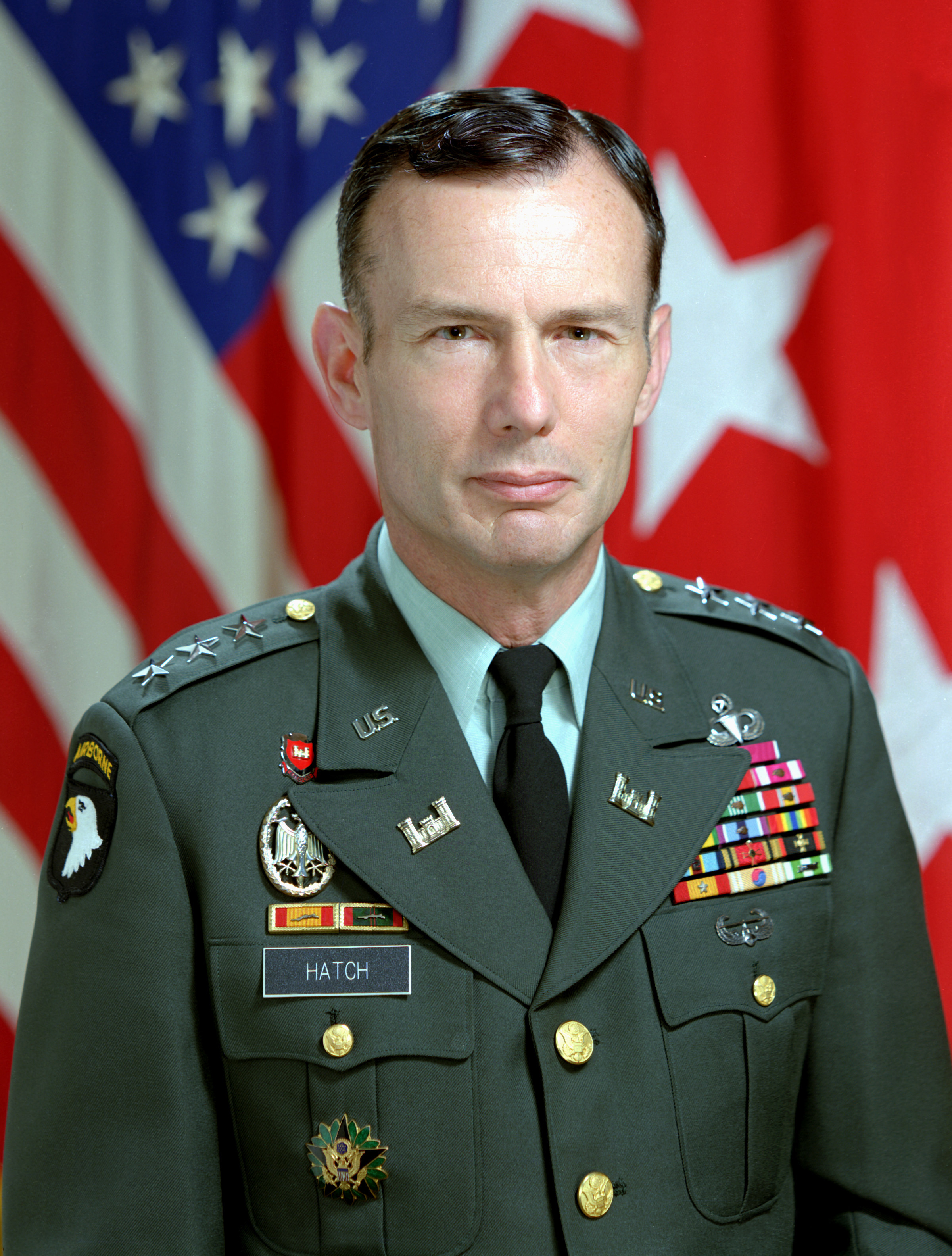
Henry J. Hatch (1988)

Henry James Hatch (* 31. August 1935 in Pensacola, Escambia County, Florida) ist ein pensionierter Generalleutnant der United States Army. Er war unter anderem Kommandeur des United States Army Corps of Engineers.
In den Jahren 1953 bis 1957 durchlief Henry Hatch die United States Military Academy in West Point. Nach seiner Graduation wurde er als Leutnant den Pionieren (Corps of Engineers) zugeteilt. In der Armee durchlief er anschließend alle Offiziersränge vom Leutnant bis zum Drei-Sterne-General.
Im Lauf seiner militärischen Karriere absolvierte Hatch verschiedene Kurse und Schulungen. Dazu gehörten unter anderem der Engineer Basic Officer Course, der Engineer Advanced Officer Course, das Command and General Staff College und das United States Army War College. Außerdem absolvierte er eine Schule der Heeresfliegerei. Zudem erhielt er einen akademischen Grad der Ohio State University.
In seinen jüngeren Jahren absolvierte er den für Offiziere in den niederen Rangstufen üblichen Dienst in verschiedenen Einheiten und Standorten. Im weiteren Verlauf seiner Laufbahn kommandierte er Einheiten auf fast allen militärischen Ebenen im Pionierbereich. Zwischenzeitlich wurde er auch als Stabsoffizier eingesetzt. Als Pionier (Engineer) gehörten der Hochwasserschutz, der Ausbau von Hafenanlagen und deren militärischer Verteidigung, Flussregulierungen sowie der Bau von Schleusen und Stauwerken und Flugplätzen zu seinem Aufgabenbereich.
Zu Beginn seiner Laufbahn war er bei Engineer-Kompanien stationiert, die Luftlandeeinheiten unterstanden. So kommandierte er eine Kompanie der 82. Luftlandedivision in Fort Bragg in North Carolina. Danach war er Stabsoffizier bei einer Luftlandeinheit in Okinawa in Japan. In den Jahren 1968 und 1969 war er im Vietnamkrieg eingesetzt. Dort kommandierte er das 326th Engineer Battalion, das der 101. Luftlandedivision unterstand.
Nach seiner Rückkehr in die Vereinigten Staaten leitete er die Baumaßnahmen zur Erweiterung der Militärakademie in West Point. Von 1974 bis 1977 leitete Henry Hatch den Bezirk der Pioniere (Engineers) um Nashville in Tennessee. Anschließend wurde er nach Südkorea versetzt, wo er einen Verband der 2. Infanteriedivision kommandierte. Danach erhielt er das Kommando über die pazifische Division des Corps of Engineers, deren Hauptquartier sich in Hawaii befand. Damit war er unter anderem für militärische Bauten der US-Army, aber auch der United States Air Force, in Südkorea und Japan zuständig.
In den Jahren von 1981 bis 1984 war Henry Hatch im Hauptquartier von USAREUR in Heidelberg Leiter der Stabsabteilung für die Engineers (Deputy Chief of Staff, Engineers, DCSENG). Anschließend war er fast vier Jahre lang als Director of Civil Works Stabsoffizier im Hauptquartier des Corps of Engineers. Im Juni 1988 wurde er als Nachfolger von Elvin R. Heiberg III neuer Oberbefehlshaber des gesamten Corps of Engineers. Nachdem er dieses Kommando im Juni 1992 an Arthur E. Williams übergeben hatte, schied Henry Hatch aus dem aktiven Militärdienst aus. Noch im Jahr 1992 wurde er in die National Academy of Engineering aufgenommen. Im Jahr 2012 schloss er sich der Beraterfirma Dawson & Associates in Washington, D.C. an.
Henry Hatch ist mit Shelley Hollister verheiratet. Das Paar hat drei inzwischen erwachsene Kinder.

## Orden und Auszeichnungen
Henry Hatch erhielt im Lauf seiner militärischen Laufbahn unter anderem folgende Auszeichnungen:
- Army Distinguished Service Medal
- Legion of Merit
- Bronze Star Medal
- Meritorious Service Medal
- Order of Military Merit (Brasilien)